# Southrepps
Southrepps är en civil parish i Storbritannien.   Den ligger i grevskapet Norfolk och riksdelen England, i den sydöstra delen av landet, 180 km nordost om huvudstaden London. Antalet invånare är 758. Arean är 8,5 kvadratkilometer.
Terrängen i Southrepps är mycket platt.